# Thyridosmylus trifasciatus
Thyridosmylus trifasciatus är en insektsart som beskrevs av C.-k. Yang 1993. Thyridosmylus trifasciatus ingår i släktet Thyridosmylus och familjen vattenrovsländor. Inga underarter finns listade i Catalogue of Life.